# 장수초등학교 (충남)
장수초등학교는 대한민국 충청남도 부여군 홍산면 조현리에 있었던 공립 초등학교이다.

## 학교 연혁
- 1961년 2월 4일 홍산국민학교 조현분교장 설립인가
- 1963년 4월 20일 장수국민학교 승격 인가
- 1978년 2월 15일 장수장학회 설립
- 1983년 3월 5일 병설유치원 개원
- 1985년 11월 20일 군지정 학습지도시범학교 공개
- 1996년 3월 1일 장수초등학교로 개칭
- 2001년 2월 19일 제38회 졸업(총 2,791명)
- 2001년 3월 1일 초등 6학급, 유치원 1학급 편성
- 2009년 3월 1일 홍산초등학교로 통폐합[1][2]